# الهجمات على القواعد الأمريكية في العراق وسوريا والأردن خلال الحرب الفلسطينية الإسرائيلية
منذ 18 تشرين الأول/أكتوبر 2023، تعرضت القواعد العسكرية الأمريكية في العراق وسوريا لأكثر من 98 هجومًا (51 هجومًا في العراق و47 في سوريا) بالصواريخ وبطائرات مسيرة من قبل مليشيات عراقية مدعومة من إيران رداً على دعم الولايات المتحدة لإسرائيل في الحرب الفلسطينية الإسرائيلية 2023.

## الهجمات
| الموقع                                    | عدد الهجمات | الاسلحة المستخدمة                    |
| ----------------------------------------- | ----------- | ------------------------------------ |
| العراق - قاعدة عين الاسد                  | 29          | طائرات مسيرة انتحارية صواريخ كاتيوشا |
| العراق - قاعدة حرير في أربيل              | 24          | طائرات مسيرة انتحارية صواريخ كاتيوشا |
| سوريا - قاعدة حقل غاز كونيكو في دير الزور | 9           | طائرات مسيرة انتحارية صواريخ كاتيوشا |
| سوريا - قاعدة التنف                       | 7           | طائرات مسيرة انتحارية صواريخ كاتيوشا |
| سوريا - قاعدة حقل العمر                   | 5           | طائرات مسيرة انتحارية صواريخ كاتيوشا |
| سوريا - قاعدة الشدادي في الحسكة           | 12          | طائرات مسيرة انتحارية صواريخ كاتيوشا |
| سوريا - قاعدة المالكية                    | 2           | طائرات مسيرة انتحارية                |
| سوريا - قاعدة الركبان                     | 2           | طائرات مسيرة انتحارية                |
| سوريا - قاعدة مطار أبو حجر-خراب الجير     | 5           | صواريخ كاتيوشا                       |
| سوريا - قاعدة تل بيدر في الحسكة           | 3           | طائرات مسيرة انتحارية                |
| سوريا - قاعدة القرية الخضراء              | 5           | طائرات مسيرة انتحارية                |
| سوريا - قاعدة رميلان                      | 1           | طائرات مسيرة انتحارية                |
| الأردن - قاعدة البرج 22                   | 1           | طائرة مسيرة انتحارية                 |

## الرد الأمريكي
في 26 تشرين الأول/أكتوبر 2023 أعلنت وزارة الدفاع الامريكية انها ردت على الهجمات بقصف موقعين للمليشيات الايرانية في سوريا.
وبقصف منشآت تخزين الأسلحة والذخائر في البوكمال بسوريا يستخدمهما الحرس الثوري الإيراني ومجموعات تابعة له. نفذت العملية طائرات إف 16 المقاتلة.
في 21 تشرين الثاني/نوفمبر 2023 قامت طائرة لوكهيد من طراز سي-130 الأمريكية باستهداف عدد من افراد من مليشيا كتائب حزب الله اثناء قيامهم بشن هجوم صاروخي على قاعدة الأسد الجوية في العراق. أسفرت هذه الضربة الجوية بمقتل عنصر وعدد من الجرحى لمليشيا كتائب حزب الله.
وفي صباح يوم 22 تشرين الثاني/نوفمبر 2023 شنت القوات الأمريكية ضربات منفصلة ودقيقة ضد منشأتين في جرف الصخر وسط العراق لمليشيا كتائب حزب الله، واسفرت الضربات عن سقوط ثمانية قتلى وعدد من الجرحى من افراد المليشيا. ولاحقا ارتفع عدد القتلى إلى 11 نتيجة مصرع عدد من الجرحى.
وفي مساء يوم 3 كانون الأول 2023 قصف القوات الأمريكية مجموعة تابعة لمليشيا النجباء في قضاء الدبس في محافظة كركوك وادت الضربة لمقتل خمس عناصر وجرح خمسة من النجباء.
في صباح يوم 26 كانون الأول 2023 قصف القوات الأمريكية مقرات تابعة لمليشيا كتائب حزب الله في محافظة بابل قرب الاقسام الداخلية لجامعة بابل، وادت الضربة لمقتل عنصر وجرح ثمانية من الكتائب وثمانية من طلاب اكاديمية الشرطة وجريحين من شرطة النجدة، وجريح من الدفاع المدني، فضلاً عن جرح مدنيين اثنين.
في الساعة الواحدة ظهرا من يوم الخميس 4 كانون الثاني 2024 استهدفت طائرة مسيرة أمريكية سيارة قرب مقر حركة النجباء قرب وزارة الداخلية وسط بغداد، ما أسفر عن مقتل المسؤول العسكري للحركة، مشتاق طالب علي السعيدي الملقب بـ"أبو تقوى" ومرافقه واصابة سبعة اشخاص بجروح، ويشغل السعيدي منصب "نائب قائد عمليات حزام بغداد" في الحشد الشعبي.
في يوم 24 كانون الثاني/يناير 2024 قصفت الطائرات الامريكية ثلاثة مقرات تابعة لكتائب حزب الله في محافظتي بابل والأنبار، موقعة قتيلين وستة جرحى، بواقع قتيل وجريحين في منطقة السكك في الانبار، وأربعة جرحى في جرف الصخر في بابل.